# Сарбог
Сарбог (тадж. Сорбоғ) — река, протекающая по территории Раштского района районов республиканского подчинения Таджикистана. Правый приток реки Вахш. Основные притоки — Камароб (Камаров, Камароу), Дарахтихирсон, Дубурса.
Длина — 81 км. Площадь водосбора — 1780 км². Количество притоков протяжённостью менее 10 км, расположенных в бассейне Сарбог — 109, их общая длина составляет 138 км.
Берёт начало на южном склоне Зеравшанского хребта. Верховье Сарбога до впадения реки Хаданго носит название Наукрум, до впадения реки Дараихирсон — Дараисусуф, в среднем течении до впадения реки Дубурса — Гариб.
На реке расположены населённые пункты Кабрак, Дехихочол, Рувоз, Джингон, Шуле, Яшм, Шульмак, Сангималики, Подже.